# 尖花天芥菜
尖花天芥菜（学名：Heliotropium acutiflorum）是紫草科天芥菜属的植物。分布在俄罗斯以及中国大陆的新疆等地，生长于海拔500米的地区，一般生于沙丘或路边沙地，目前尚未由人工引种栽培。